# Ґрейсон (округ, Кентуккі)
Шаблон:StateAbbr_ 37°28′ пн. ш. 86°21′ зх. д. / 37.46° пн. ш. 86.35° зх. д.
Округ  Ґрейсон (англ. Grayson County) — округ (графство) у штаті  Кентуккі, США. Ідентифікатор округу 21085.

## Історія
Округ утворений 1810 року.

## Демографія
За даними перепису 
2000 року 
загальне населення округу становило 24053 осіб, зокрема міського населення було 5403, а сільського — 18650.
Серед мешканців округу чоловіків було 11910, а жінок — 12143. В окрузі було 9596 домогосподарств, 6966 родин, які мешкали в 12802 будинках.
Середній розмір родини становив 2,91.
Віковий розподіл населення поданий у таблиці:
| Стать    | До 15 років | 15-21 | 22-29 | 30-39 | 40-49 | 50-65 | 65-85 | Понад 85 |
| -------- | ----------- | ----- | ----- | ----- | ----- | ----- | ----- | -------- |
| Чоловіки | 2493        | 1156  | 1205  | 1690  | 1798  | 2055  | 1380  | 133      |
| Жінки    | 2359        | 1130  | 1227  | 1655  | 1790  | 2123  | 1643  | 216      |

## Суміжні округи
- Брекінрідж — північ
- Гардін — північний схід
- Гарт — південний схід
- Едмонсон — південь
- Батлер — південний захід
- Огайо — захід

## Виноски
1. ↑  U.S. Decennial Census. United States Census Bureau. Архів оригіналу за 26 квітня 2015. Процитовано 14 серпня 2014.
2. ↑  Historical Census Browser. University of Virginia Library. Архів оригіналу за 11 серпня 2012. Процитовано 14 серпня 2014.
3. ↑  Population of Counties by Decennial Census: 1900 to 1990. United States Census Bureau. Архів оригіналу за 13 жовтня 2014. Процитовано 14 серпня 2014.
4. ↑  Census 2000 PHC-T-4. Ranking Tables for Counties: 1990 and 2000 (PDF). United States Census Bureau. Архів оригіналу (PDF) за 18 грудня 2014. Процитовано 14 серпня 2014.
5. ↑  State & County QuickFacts. United States Census Bureau. Архів оригіналу за 7 червня 2011. Процитовано 6 березня 2014. [Архівовано 2011-06-07 у Wayback Machine.](англ.) Наведено за англійською вікіпедією.
6. ↑  American FactFinder. Бюро перепису населення США. Архів оригіналу за 26 лютого 2012. Процитовано 31 січня 2008. [Архівовано 2008-05-21 у Wayback Machine.]

| США | Це незавершена стаття з географії США. Ви можете допомогти проєкту, виправивши або дописавши її. |